# Mås (skulptur)

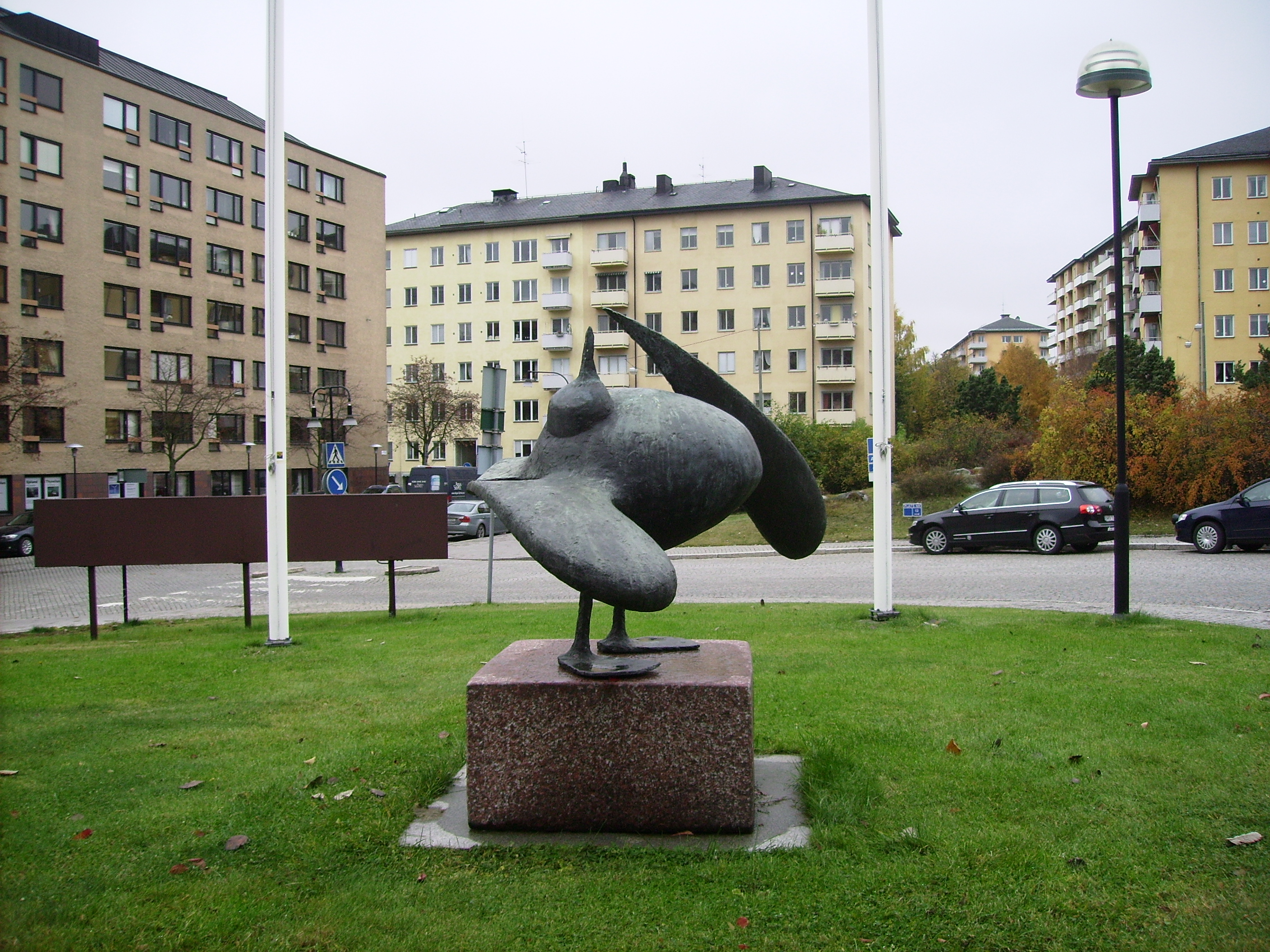
Mås.

Mås är en skulptur i brons som står på en granitsockel vid Banérgatan på Gärdet i Stockholm, utanför Försvarets materielverk och Krigsarkivet.
Den är beställd av Statens konstråd och är utförd av Karl-Gunnar Lindahl.